# Йоккмокк (комуна)
Комуна Йоккмокк (швед. Jokkmokks kommun) — адміністративно-територіальна одиниця місцевого самоврядування, що розташована в лені Норрботтен у північній Швеції. З північного заходу межує з Норвегією.
Йоккмокк 2-а за величиною території комуна Швеції. Адміністративний центр комуни — місто Йоккмокк.

## Населення
Населення становить 5 065 чоловік (станом на вересень 2012 року). 
| Кількість населення комуни Йоккмокк за 1860-2010 роки | Кількість населення комуни Йоккмокк за 1860-2010 роки | Кількість населення комуни Йоккмокк за 1860-2010 роки | Кількість населення комуни Йоккмокк за 1860-2010 роки | Кількість населення комуни Йоккмокк за 1860-2010 роки |
| ----------------------------------------------------- | ----------------------------------------------------- | ----------------------------------------------------- | ----------------------------------------------------- | ----------------------------------------------------- |
| Рік                                                   |                                                       |                                                       | Населення                                             |                                                       |
| 1860                                                  | 1860                                                  |                                                       | 1 905                                                 | 1 905                                                 |
| 1900                                                  | 1900                                                  |                                                       | 4 372                                                 | 4 372                                                 |
| 1950                                                  | 1950                                                  |                                                       | 10 744                                                | 10 744                                                |
| 1970                                                  | 1970                                                  |                                                       | 7 993                                                 | 7 993                                                 |
| 1980                                                  | 1980                                                  |                                                       | 7 087                                                 | 7 087                                                 |
| 1990                                                  | 1990                                                  |                                                       | 6 726                                                 | 6 726                                                 |
| 2000                                                  | 2000                                                  |                                                       | 6 019                                                 | 6 019                                                 |
| 2010                                                  | 2010                                                  |                                                       | 5 170                                                 | 5 170                                                 |
| Джерело: SCB                                          |                                                       |                                                       |                                                       |                                                       |

## Населені пункти
Комуні підпорядковано 3 міські поселення (tätort) та низка сільських, більші з яких:
- Йоккмокк (Jokkmokk)
- Вуоллерім (Vuollerim)
- Пор'юс (Porjus)
- Кобдаліс (Kåbdalis)
- Маттісудден (Mattisudden)
- Мур'єк (Murjek)

## Галерея

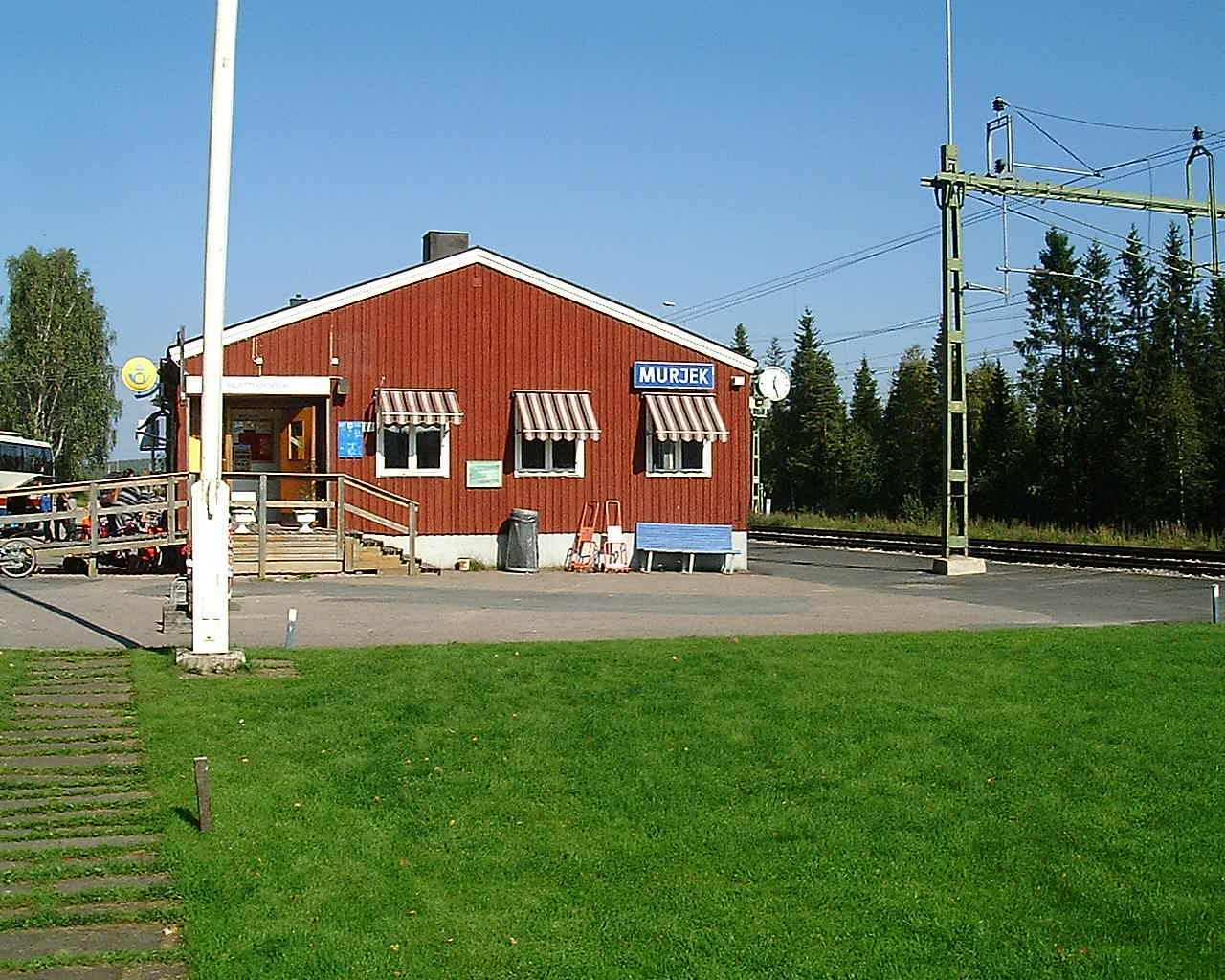
Залізнична станція Мур'єк
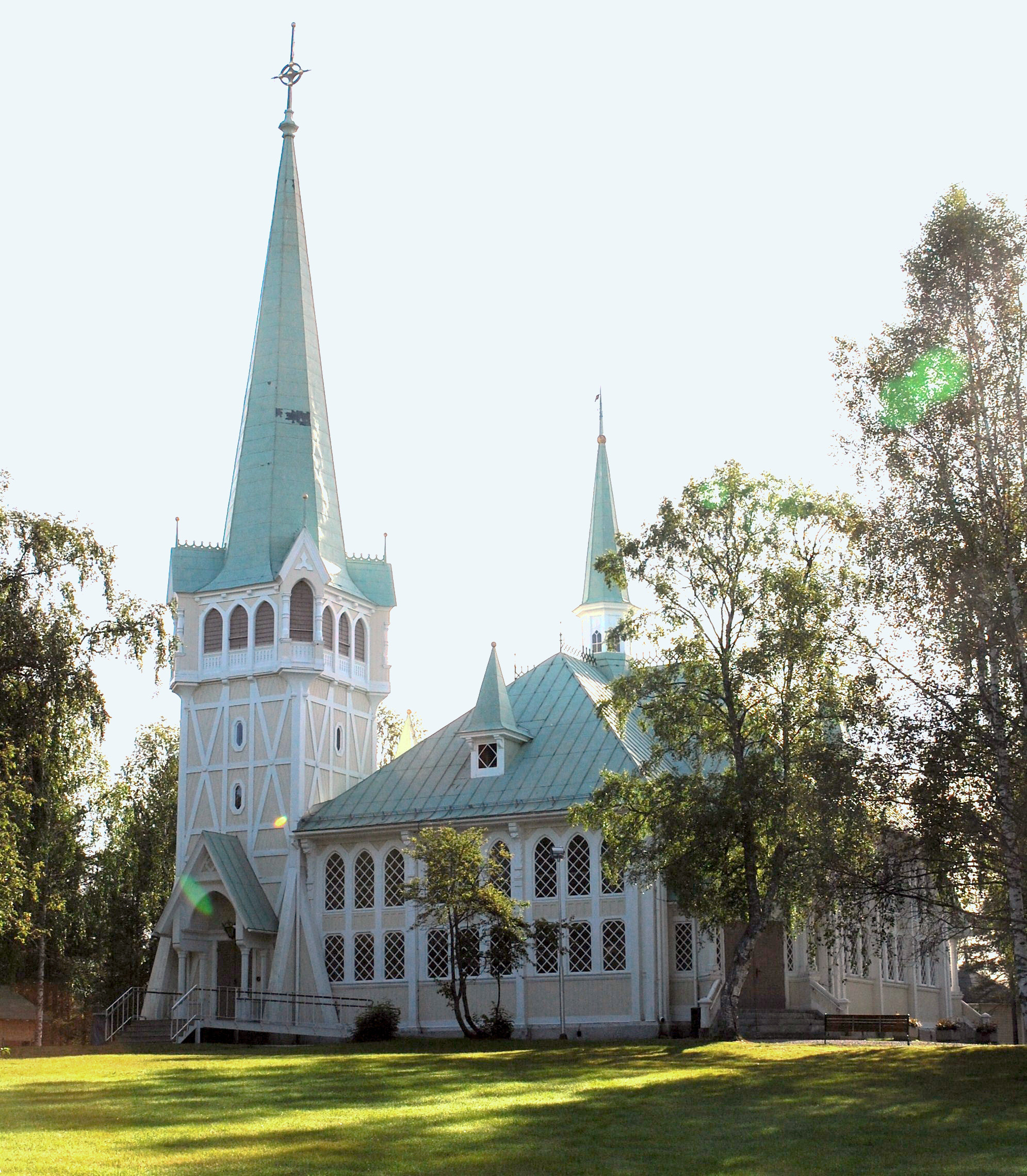
Церква (Йоккмокк)
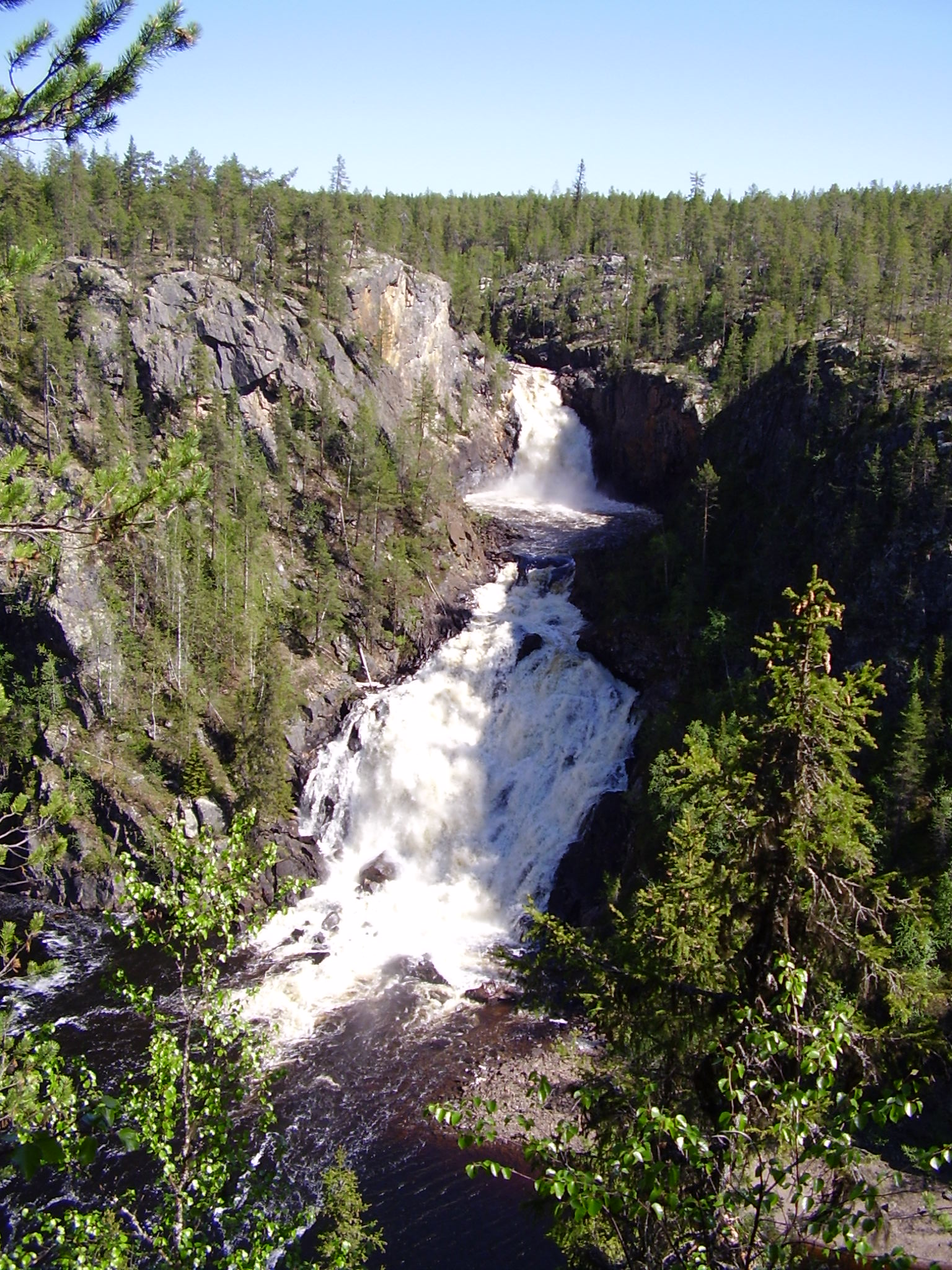
Національний парк Муддус
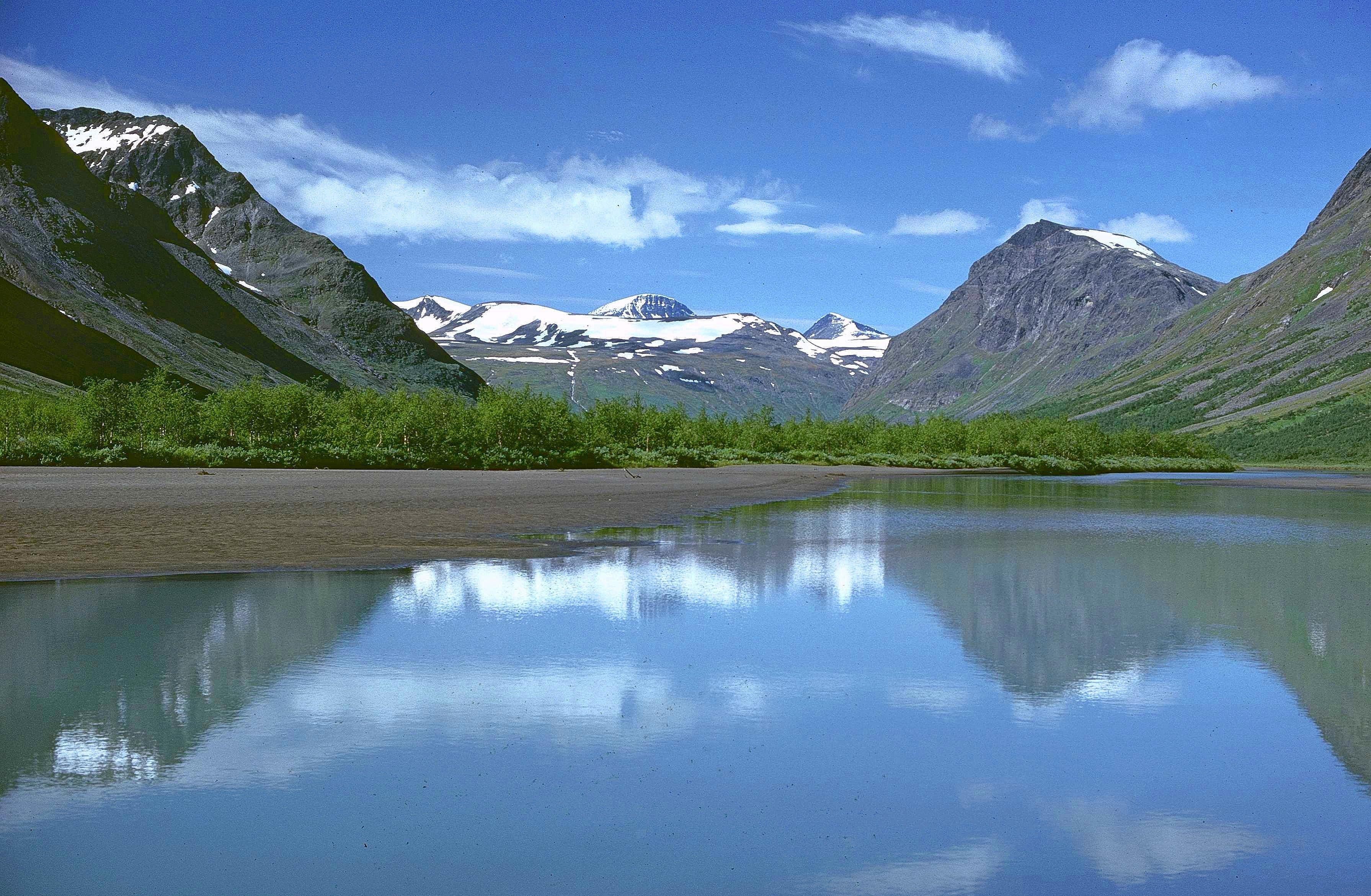
Національний парк Сарек

## Виноски
1. 1 2  https://kuriren.nu/nyheter/lulea/artikel/det-som-manniskor-behover-ofta-det-ska-finnas-nara/jdk95g1r
2. 1 2  https://sverigesradio.se/artikel/369852
3. 1 2  https://sverigesradio.se/artikel/381464
4. 1 2 3  https://kuriren.nu/nyheter/jokkmokk/artikel/eriksson-kom-berg-gick/jv3edmel
5. 1 2  https://sverigesradio.se/artikel/1122150
6. ↑  https://nsd.se/nyheter/kalix/artikel/forre-kommunalradet-om-det-tuffa-jobbet-drabbades-av-hjartinfarkt-jag-betalade-ett-hogt-pris/r9zyqzvj
7. ↑  https://www.jokkmokk.se/kommun-samhalle/kommun-och-Politik/politik-och-delaktighet/politisk-organisation/kommunstyrelsen/
8. ↑  Folkmangd i riket, lan och kommuner (шв.) . Центральне бюро статистики Швеції. Архів оригіналу за 20 серпня 2013. Процитовано 13 лютого 2013.